# برنارد تيسون
برنارد تيسون (بالإنجليزية: Bernard Tyson)‏ هو شخصية أعمال ورئيس تنفيذي أمريكي، ولد في 20 يناير 1959 في فاليجو في الولايات المتحدة، وتوفي في 10 نوفمبر 2019.